# 올리버 (영화)
《올리버》(Oliver!)는 캐럴 리드 감독의 1968년 영국의 뮤지컬 영화이다. 이 영화는 뮤지컬 Oliver!를 바탕으로 하고 있다.

## 줄거리
런던의 고아원에 사는 올리버 트위스트는 각자에게 한 그릇의 식사만 제공됨에도 한 그릇을 더 달라고 말하면서 운 나쁘게 고아원에서 추방되었다. 죽은 아버지의 일로 문제가 제기되어 지하실에 갇히지만 창문을 통해 빠져나간다. 며칠에 걸쳐 도망을 치는 동안 어느 한 시골에 겨우 도착한다. 채소 트럭이 우연히 지나가는 것을 보고 몸을 채소 속에 숨겨서 승차한다. 이 트럭은 런던의 한 거리에 도착한다. 올리버는 런던의 거리를 걷다가 소매치기 아이들을 만나고 소매치기를 하는 법을 배우게 되는데...

## 출연
- 마크 레스터 - 올리버 트위스트
- 올리버 리드 - 빌 사익스
- 셰이니 월리스 (Shani Wallis) - 낸시
- 론 무디 (Ron Moody) - 페이긴
- 조지프 오코너 (Joseph O'Conor) - Mr. 브라운로
- 해리 시컴 (Harry Secombe) - Mr. 범블
- 잭 와일드 (Jack Wild) - 잭 도킨스 ("도저")
- 페기 마운트 (Peggy Mount) - 미망인 코니